# 京门铁路
京门铁路，或称京门支线、大台铁路，由原京门支线（西直门站-门头沟站）和门板支线组成。该铁路东起北京市海淀区五路站，向西经石景山区的石景山站，再经门头沟区的三家店站、门头沟站、色树坟站、大台站等，止于木城涧站（又名板桥站），共11站（含丰沙铁路落坡岭站），正线长53.363公里，为單線鐵路。
本线未来会改建为北京市郊铁路京门-门大线。

## 历史
1906年6月，清政府经商部奏请修建京门铁路，以便将门头沟站的煤炭运抵西直门，供京张铁路蒸汽机车燃料之用，同年7月获准，由詹天佑主持建造。原计划由西直门经北辛安、模式口至门头沟，因开山凿洞工程量大，改由碑梁、麻峪村等处绕至三家店，跨永定河至门头沟。1906年10月开始勘测，同年冬天在田村、三家店分设工程处。1908年3月西直门至三家店间土石方和桥梁等工程开工，当年7月完工。同年9月开始铺轨，11月6日完成，并于11月15日通车运营。永定河大桥至门头沟段于1907年4月开工，1908年9月竣工。该段从清朝至民国均为官办铁路。线路自西直门站南侧车公庄站出岔，西经五路站、西黄村站、三家店站至门头沟站。
门板段原规划为门头沟-斋堂段门斋铁路的一条支线。1924年5月，经多次勘测后，门板段开工，分为门头沟-清水涧（约25公里）、清水涧-板桥（约9公里）两段修建，共计34.08公里。由于资金原因，在建设时由规划的准轨铁路改为窄轨铁路。1927年7月，门板段全线通车，成为北京地区第一条商办铁路。清水涧-斋堂段共35公里，分为清水涧-傅家台、傅家台-斋堂两段修建。第一段于1928年完成，第二段于1931年完成，均因资金不足而建设为轻便铁路。
1930年前后，军阀混战，京门支线遭到严重破坏。1932年起对西直门-板桥段进行维修，至1935年部分路段行车速度恢复到30千米/小时，但门头沟-清水涧段改为人力推运。而清水涧-斋堂段的轻便铁路无抗洪能力，竣工后不过数年便无法使用，于1934年拆除。
1937年七七事变后，日军占领门板段，并在西直门、西黄村间增设五路车站，使用ㄙㄌ型机车，允许行车速度35千米/小时。1939年9月，日军兴亚院组织日本矿业株式会社和华北交通株式会社与门斋铁路公司强行订立租借合同，开始对门板段进行修复，并增设大台车站。1940年1月门头沟-大台间开行工程列车，同时京门、门板两段铁路合并称大台支线，由华北交通株式会社管理。期间，八路军第四纵队组织抗日游击队对大台支线进行多次破坏，至日本投降后线路设备损坏严重，已无法运营。
1949年初，为解决石景山钢厂的石灰石运输需求，由北京工务段设计施工，率先修复了门头沟-野溪段。1950-1951年，又修复了门头沟-板桥段，恢复了京门铁路的全线运行。1957年5月13日，国务院发出指令，门斋铁路由铁道部北京铁路局接管。而后逐年对全线线路进行改造和升级，对门头沟、野溪、色树坟、落坡岭、大台等车站进行改扩建，并增加了丁家滩会让站。
因城市规划要求，1971年2月1日西直门站至五路站区间拆除（包括下文所说的“四道口”），北礼士路至首体南路一段现为西直门外南路、新苑街；因拆路工人疏忽五路站以东遗留解放型蒸汽机车一台，现保存于玲珑公园。当时八里庄尚留有一座铁轨已拆除的废弃铁路桥，附近居民利用此桥过河；2007年该桥于玲珑路改造中拆除，原址南侧另建慈寿寺桥。2019年8月28日，地铁慈寿寺站I口西侧另外建成一座京门铁路主题公园。
2019年，隨著門頭溝煤礦關閉，三家店至木城澗區間停止運營。
2023年7月30日至8月1日，北京市门头沟区遭遇罕见特大暴雨，京门铁路多处路段被严重损毁，铁路部门虽在灾害后派人查探受损情况，但暂无修复计划。目前，京门铁路多处处于山区的路段早已不能通行列车，部分路轨一度处于悬空状态。

## 客运历史
京门铁路曾有旅客列车运行，且一度为门头沟联外的主要交通方式。20世纪90年代，门头沟开通前往北京市区的公交车（如今929路），旅客列车客流量减小，班次减少，2007年仅剩每日两对（57001/2次和57003/4次），运行于三家店-木城涧区间，编组只有一辆东风7B型柴油机车牵引的中国铁路22型客车，乘客须上车后购票，俗称“京门小票车”，后于2008年8月停运。

## 图集

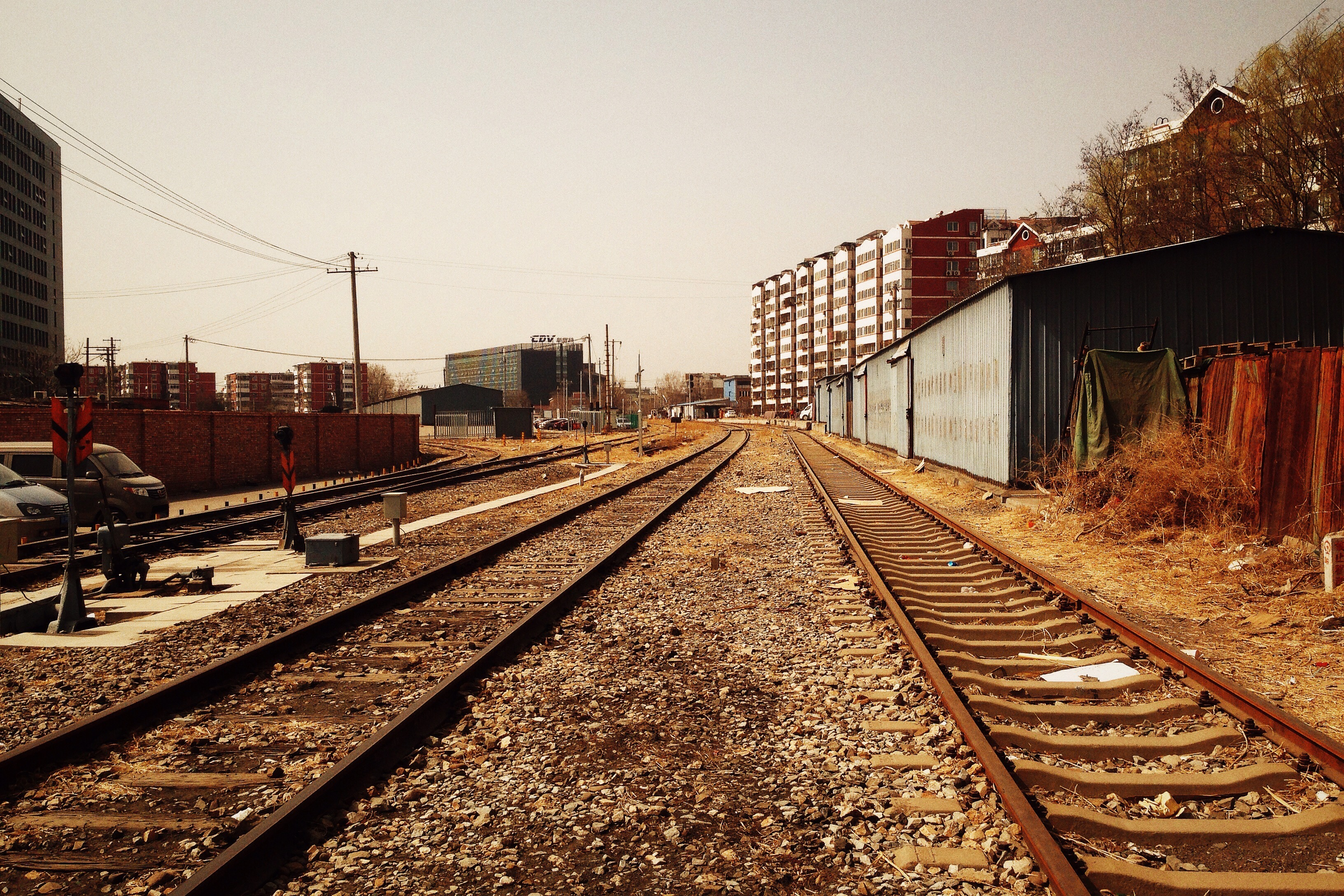
京门铁路五路火车站以西
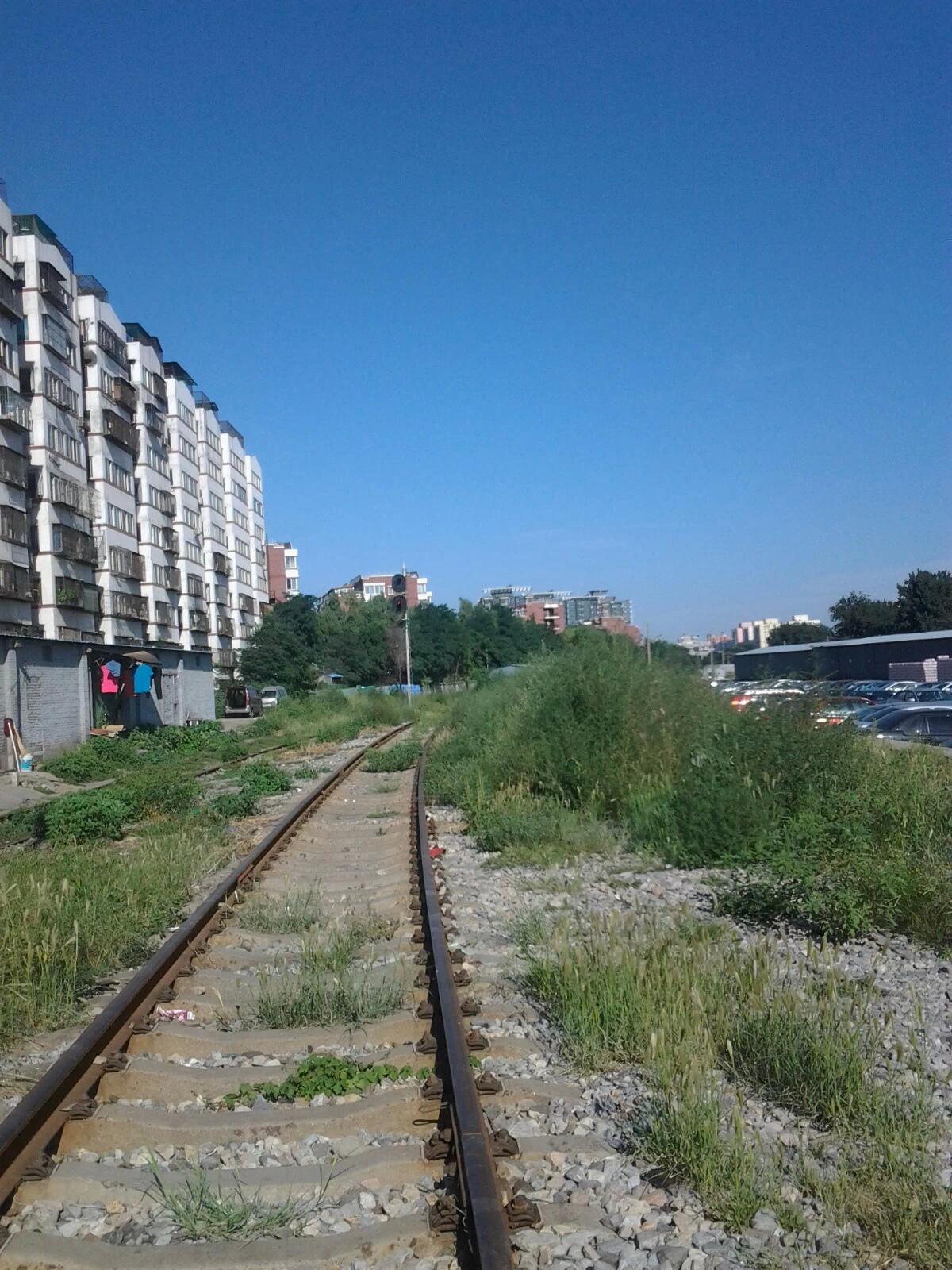
京门铁路上的五路火车站
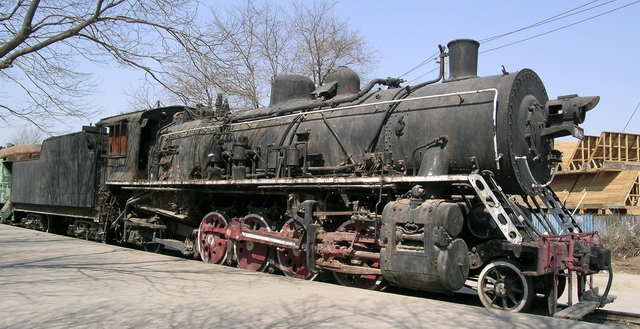
路轨拆除时遗落的蒸汽机车，保存于玲珑公园
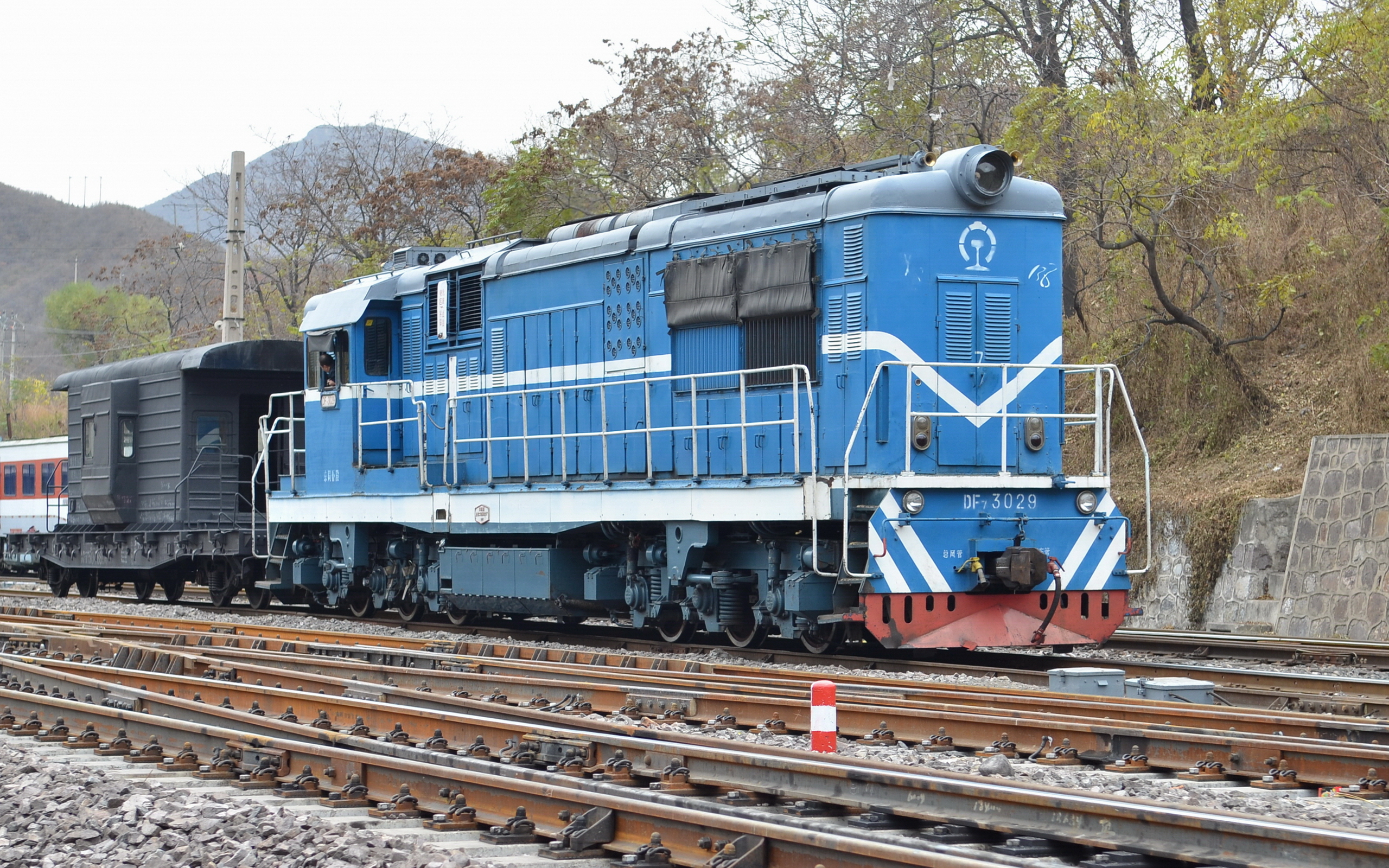
落坡岭站内的守车
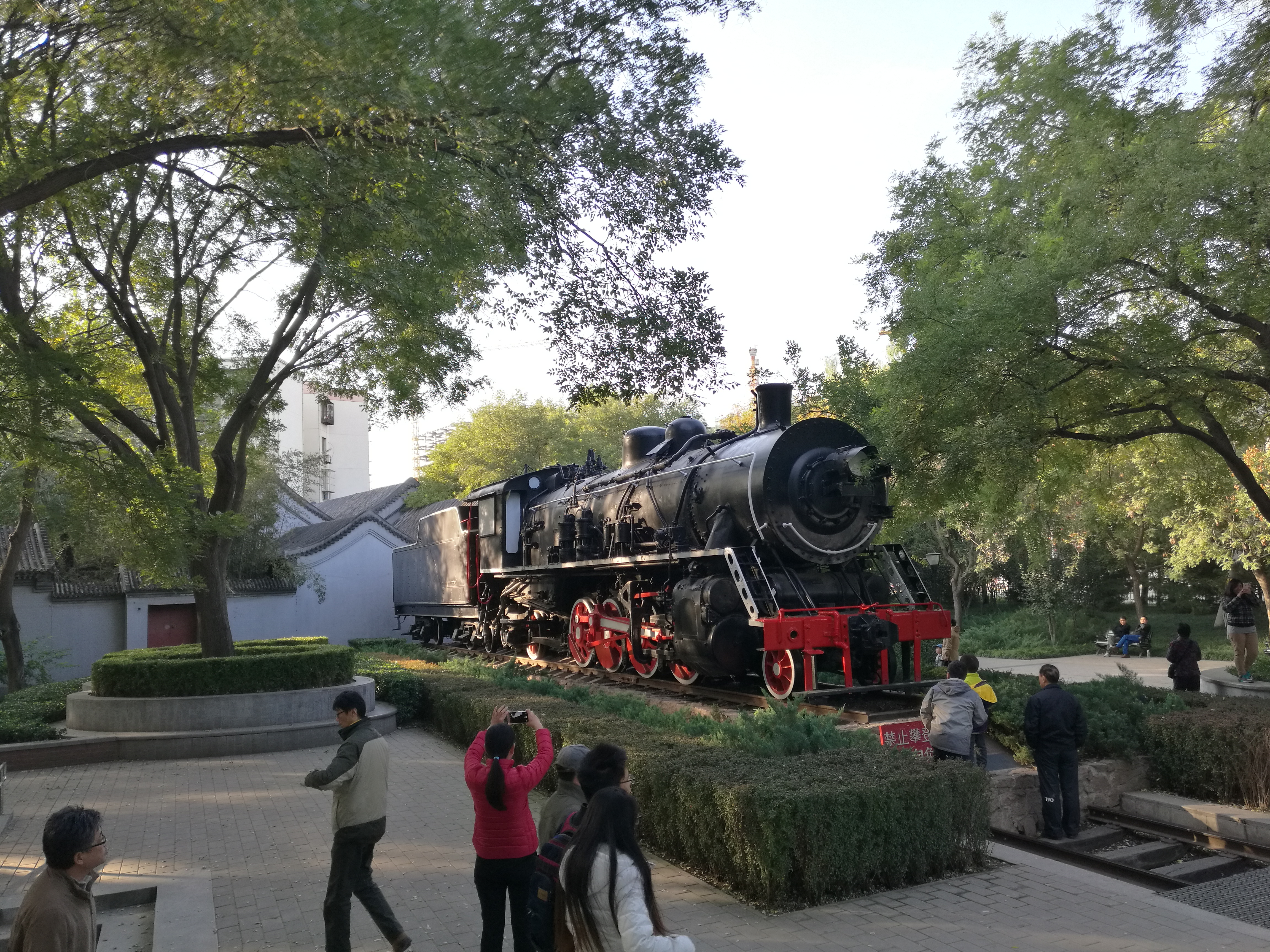
玲珑公园火车头
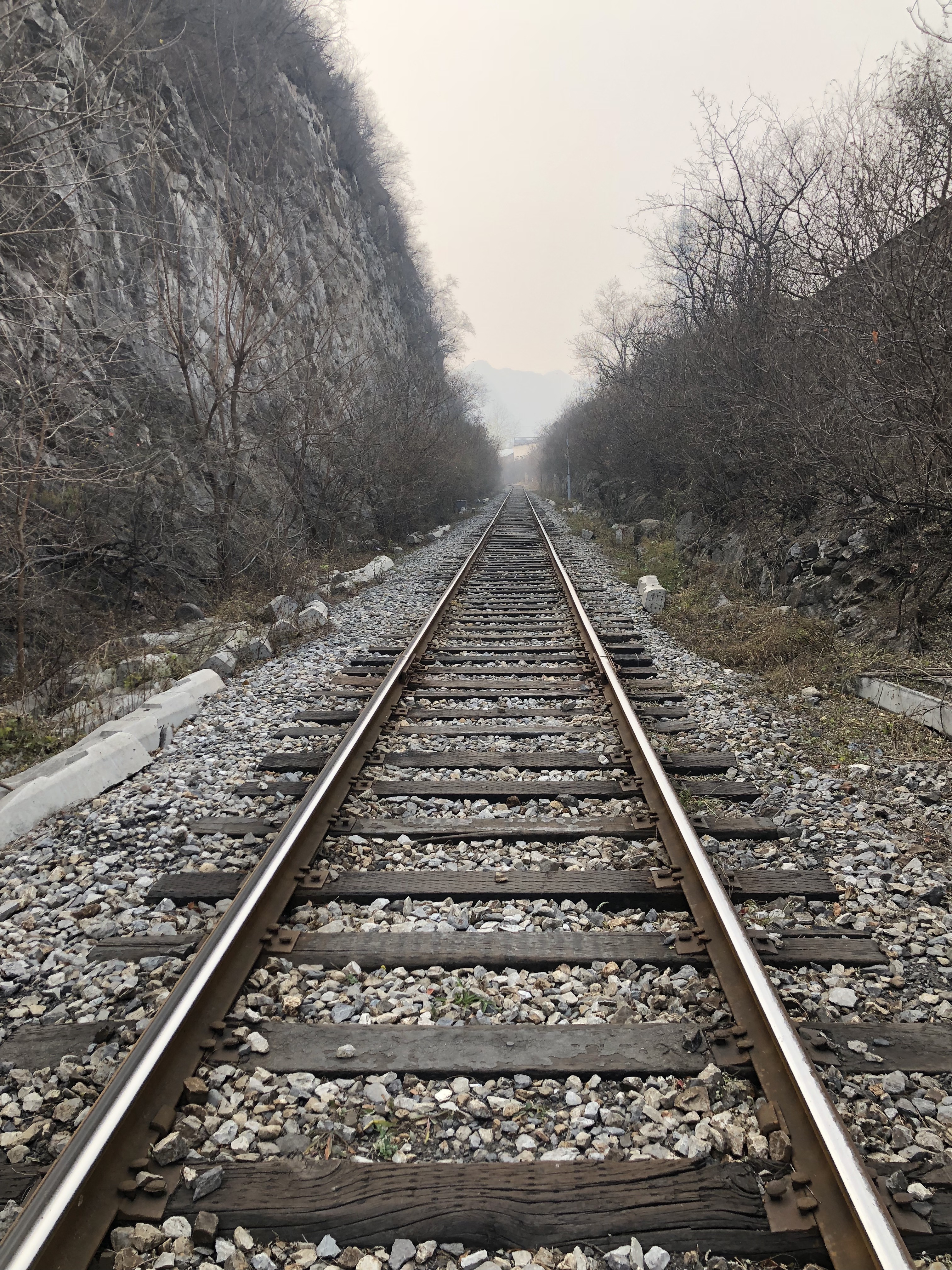
落坡岭站附近的一段铁轨
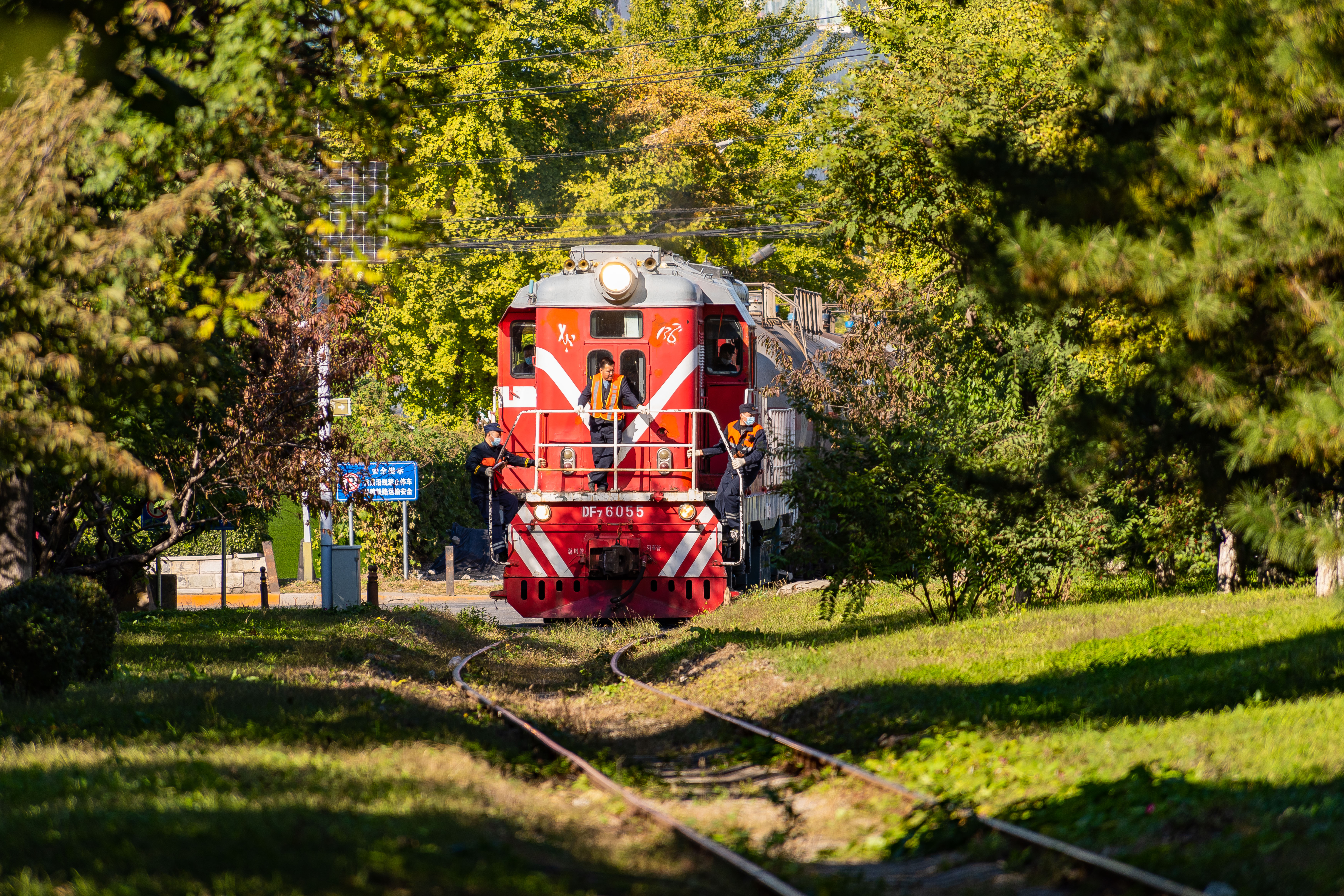
中国人民解放军86205部队专用线